# Meister der Übelbacher Madonna
Als Meister der Übelbacher Madonna wird der im 15. Jahrhundert tätige  Bildschnitzer bezeichnet, der mehrere Schöne Madonnen in der Steiermark geschnitzt hat. Namensgebend für den Meister ist die sogenannte Übelbacher Madonna in der Pfarrkirche Übelbach.

## Leben und Forschung
Der Meister der Übelbacher Madonna war vermutlich in dem seit dem 15. Jahrhundert nachweisbaren Schnitzhaus des Stiftes Rein tätig. In den Kunstwerkstätten des Stiftes lassen sich zahlreiche Künstler namentlich nachweisen, aber für die Zeit von 1409 bis 1450 sind keine Namen überliefert. In diese Zeit fällt aber die Tätigkeit des Meisters, da sich etwa die Übelbacher Madonna in die Jahre von 1430 bis 1440 datieren lässt.
Der steirische Kunsthistoriker Rochus Kohlbach schrieb 1956 erstmals die Übelbacher Madonna sowie eine Madonna in der Pfarrkirche Pernegg an der Mur in Kirchdorf demselben unbekannten Schnitzer zu. Der Kunsthistoriker Karl Garzarolli-Thurnlackh prägte schließlich zu Beginn der 1940er-Jahre den Notnamen für den unbekannten Meister. Von Peter Krenn wird der Meister als ein typischer Vertreter an der Übergangsphase des weichen Stils der Madonnen zum schweren Stil, der etwa ab der Mitte des 15. Jahrhunderts aufkam, angesehen. Horst Schweigert wiederum sah den Ursprung der Werke des Meisters in der Schnitzerwerkstätte des Stiftes Rein.
Ein paar der früher dem Meister zugeschriebene Werke wurden in der jüngeren Vergangenheit anderen Künstlern zugesprochen.

## Zugeschriebene Werke

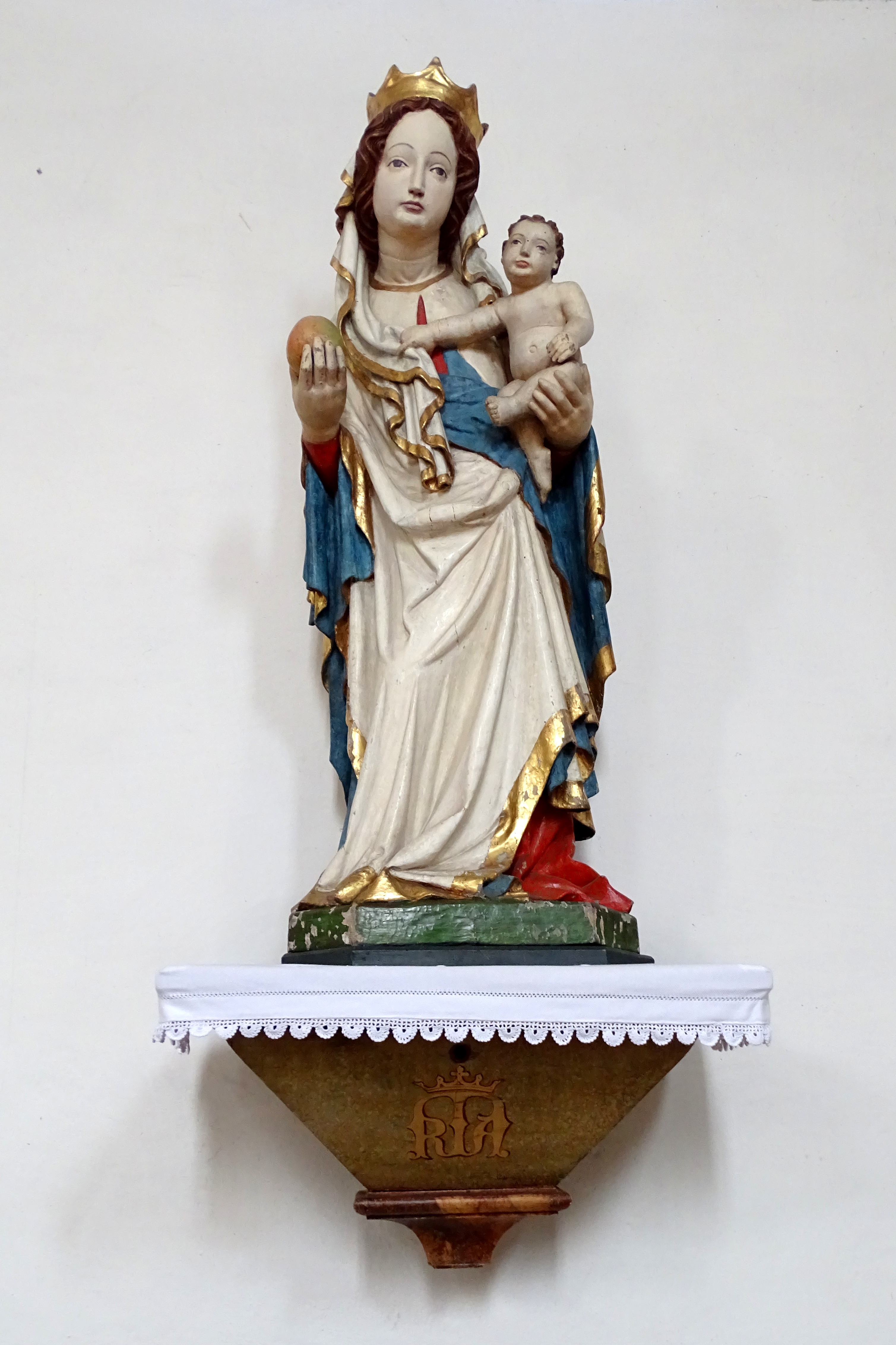
Die namensgebende Übelbacher Madonna in der Pfarrkirche Übelbach.

Die Werke des Meisters entstanden mit hoher Wahrscheinlichkeit in der Schnitzerwerkstätte des Stiftes Rein. Folgende Madonnen werden oder wurden der Hand des unbekannten Meisters zugeschrieben:
- Die sogenannte Übelbacher Madonna in der Pfarrkirche Übelbach entstand um 1430 bis 1440 und ist namensgebend für den Meister. Sie ist 114 Zentimeter hoch und zeigt Maria mit dem Jesuskind sowie einem Apfel im Arm. Maria trägt über einem roten Unterkleid einen weißen Mantel mit goldener Borte und blauem Futter. Die Statue wurde bei einem Orgelbrand 1959 beschädigt und 1960 anhand einer damals demselben Meister zugeschriebenen Madonna restauriert.[3][4]
- Die Madonna in einer Wegkapelle in Röthelstein zeigt einige Ähnlichkeiten mit der Übelbacher Madonna und wird von einigen Kunsthistorikern wie Karl Garzarolli-Thurnlackh, Horst Schweigert und Peter Krenn dem unbekannten Meister zugeschrieben. Nur der Kunsthistoriker Gottfried Biedermann ordnete sie seiner Schule und nicht direkt der Hand des Meisters zu. Sie dürfte in der Zeit um 1435 und 1440 entstanden sein und ist 139 Zentimeter hoch. Sie befindet sich nicht mehr in der Wegkapelle, sondern gehört zum Inventar der Alten Galerie des Universalmuseums Joanneum in Graz.[2][5]
- Die Madonna aus der Pfarrkirche Pernegg an der Mur in Kirchdorf zeigt in der Haltung Ähnlichkeiten mit jener aus Übelbach und wird von allen Kunsthistorikern, die sich mit dem Meister beschäftigten, ihm zugeschrieben. Sie lässt sich auf die Zeit um 1435 datieren und befindet sich mittlerweile als Leihgabe in der Kapelle des Grazer Priesterseminars. Maria trägt über einem roten Unterkleid einen grünen Mantel mit goldener Borte und blauem Futter. Bei einer späteren Renovierung wurde dem Jesuskind ein Apfel in die Hand gegeben; die Krone sowie das Tuch im Schambereich wurden entfernt.[5][6]
- Die Madonna aus der Filialkirche Sankt Alexius in Sankt Katharein an der Laming wurde ursprünglich dem Meister zugeschrieben. Gottfried Biedermann sah Ähnlichkeiten mit anderen Werken des Meisters, aber auch zum Stil des Meisters von Seeon, und Horst Schweigert wiederum lehnt die Zuschreibung vollständig ab. Anhand dieser Madonna wurde 1960 die Übelbacher Madonna restauriert. Sie befindet sich mittlerweile im Besitz des Universalmuseums Joanneum.[6][7]
- Eine um 1435 und 1440 entstandene Schutzmantelmadonna in Übelbacher Privatbesitz wurde vom Übelbacher Pfarrer Bernhard Laurent der Hand des Meisters zugeordnet. Kunsthistoriker lehnen diese Zuordnung aber ab. Rochus Kohlbach sieht in ihr ein Gegenstück zur Madonna von Pesenbach.[7]